# Symfonie nr. 4 (Bate)
Stanley Bate voltooide zijn Symfonie nr. 4 in oktober 1955. Het werd zijn laatste symfonie.
Bates begon aan zijn vierde symfonie in Rio de Janeiro tijdens een van zijn Braziliaanse verblijven in 1954. De opdracht voor het werk kwam van het London Philharmonic Orchestra en dirigent Reginald Goodall. Aan die laatste was het werk in eerste instantie opgedragen. Later wijzigde Bates dat in Margarida Guedes Nogueira, een Braziliaans diplomate en (tweede) mevrouw Bates. In tegenstelling tot eerdere werken van deze componist lag de vierde symfonie al snel op de lessenaars. Op 20 november 1955 speelden de opdrachtgevers het werk niet onder leiding van Goodall, maar onder leiding van Adrian Boult. Populair werd het werk niet, pas in 2010 werd een eerste opname gemaakt, die het tot een geluidsdrager bracht. In 1958 was het werk al wel een keer op de radio te horen geweest.
De symfonie kent vier delen:
- Andante moderato – allegro
- Andante
- Presto
- Moderato

Musicoloog Lewis Foreman schreef in het boekje bij de compact disc-uitgave in 2011, dat Bates de symfonie schreef onder dreiging van de Korea-oorlog. Foreman refereerde aan de Zesde symfonie van Ralph Vaughan Williams, anderen aan Tiende symfonie van Dmitri Sjostakovitsj.  